# Summit (Mississipi)
Summit és un poble dels Estats Units a l'estat de Mississipi. Segons el cens del 2000 tenia 1.428 habitants.

## Demografia
Segons el cens del 2000, Summit tenia 1.428 habitants, 589 habitatges, i 394 famílies. La densitat de població era de 328,2 habitants per km².
Dels 589 habitatges en un 33,4% hi vivien nens de menys de 18 anys, en un 38,5% hi vivien parelles casades, en un 24,3% dones solteres, i en un 33,1% no eren unitats familiars. En el 30,9% dels habitatges hi vivien persones soles el 13,6% de les quals corresponia a persones de 65 anys o més que vivien soles. El nombre mitjà de persones vivint en cada habitatge era de 2,41 i el nombre mitjà de persones que vivien en cada família era de 3,03.
Per edats la població es repartia de la següent manera: un 27,5% tenia menys de 18 anys, un 8,9% entre 18 i 24, un 27,2% entre 25 i 44, un 22,3% de 45 a 60 i un 14,1% 65 anys o més.
L'edat mediana era de 36 anys. Per cada 100 dones de 18 o més anys hi havia 77,8 homes.
La renda mediana per habitatge era de 21.053 $ i la renda mediana per família de 24.643 $. Els homes tenien una renda mediana de 27.639 $ mentre que les dones 17.000 $. La renda per capita de la població era de 12.928 $. Entorn del 26,3% de les famílies i el 30,4% de la població estaven per davall del llindar de pobresa.